# Hanibal z Valdštejna
Hanibal z Valdštejna na Hostinném, od roku 1607 používal v přídomku spojení „na novém zámku“ (německy Hannibal von Waldstein auf Arnau, 1576 - 1622, Hradec Králové) byl český šlechtic z hostinské linie rodu Valdštejnů. Zastával významné státní úřady. vysoký královský úředník v Českém království. Byl strýcem slavného vojevůdce vévody Albrechta z Valdštejna.

## Život
Hanibal byl zřejmě syn Jiřího z Valdštejna (1519–1584) a jeho manželky Elišky ze Žerotína měl bratry Viléma († 1595) a Bartoloměje († 1617). Jeho celé jméno bylo Hanibal svobodný pán z Valdštejna, pán v Hostinném, Heřmanových Seifech, Heřmanicích, Velichovkách atd.
Hanibalův bratr Vilém, byl majitelem tvrze v Heřmanicích u Náchoda, kde se jeho syn Albrecht narodil. Podle Hopfova genealogického atlasu měl být Hanibal synem Bartoloměje z Valdštejna a bratrancem Albrechta z Valdštejna.
Hanibal studoval na univerzitě ve Frankfurtu nad Odrou, kde se roku 1595 stal rektorem. V roce 1607 se stal hejtmanem Hradeckého kraje, a ještě v listopadu téhož roku byl jmenován do funkce mincmistra Království českého, kterým byl až do roku 1611. V roce 1610 se mezitím stal spolukomisařem pro vylepšení zemské mince, a v roce 1615 byl jmenován komisařem zemským defensorem.
V roce 1603 se stal majitelem panství Velichovky, které však musel roku 1620 pro vysoké dluhy prodat Anně Salomeně z Hořovic, pozdější vdově po Kryštofu Harantovi z Polžic a Bezdružic, popraveném 21. června 1621 na Staroměstském náměstí v Praze za účast na povstání proti císaři.
Hanibal z Valdštejna zemřel v roce 1622 v Hradci Králové.

### Stavební činnost

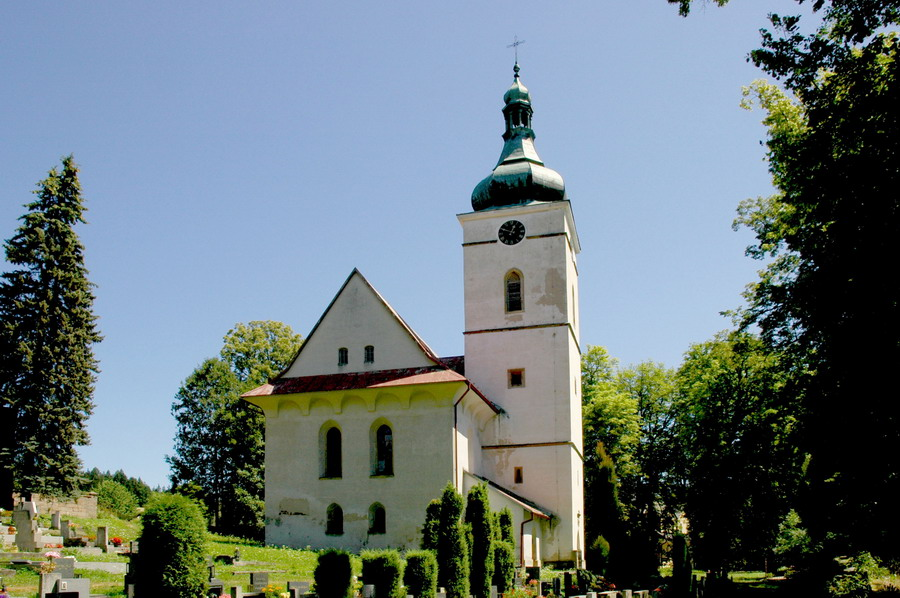
Kostel svatého Václava v Rudníku

Hanibal z Valdštejna byl také iniciátorem stavební činnosti na svých panstvích. V roce 1598 byla dokončena a otevřena nová škola v Heřmanových Sejfech (Rudníku), kterou Hanibal nechal postavit na přímluvu své manželky Kateřiny.
V letech 1598–1602 např. nechal přestavět kostel sv. Václava v Rudníku do renesanční podoby.
V letech 1607–1608 zřejmě byla dokončena výstavba Nového zámku v Dolní Olešnici, v roce 1607 již Hanibal v přídomku používal spojení „na novém zámku“. Krátce poté, v roce 1611, se poprvé objevuje označení sídla jako Nové Zámky. Do té doby byla budova nazývána olešnickým zámkem.
Kolem roku 1615 nechal s manželkou Kateřinou postavit renesanční tvrz v Rudníku.
Založil také nový kostel Proměnění Páně ve Velichovkách na Náchodsku z roku 1616, jehož architektonický návrh je připisován česko-italskému architektovi Carlu Valmadimu. Jde o jeden z mála renesančních kostelů ve východních Čechách.

### Manželství

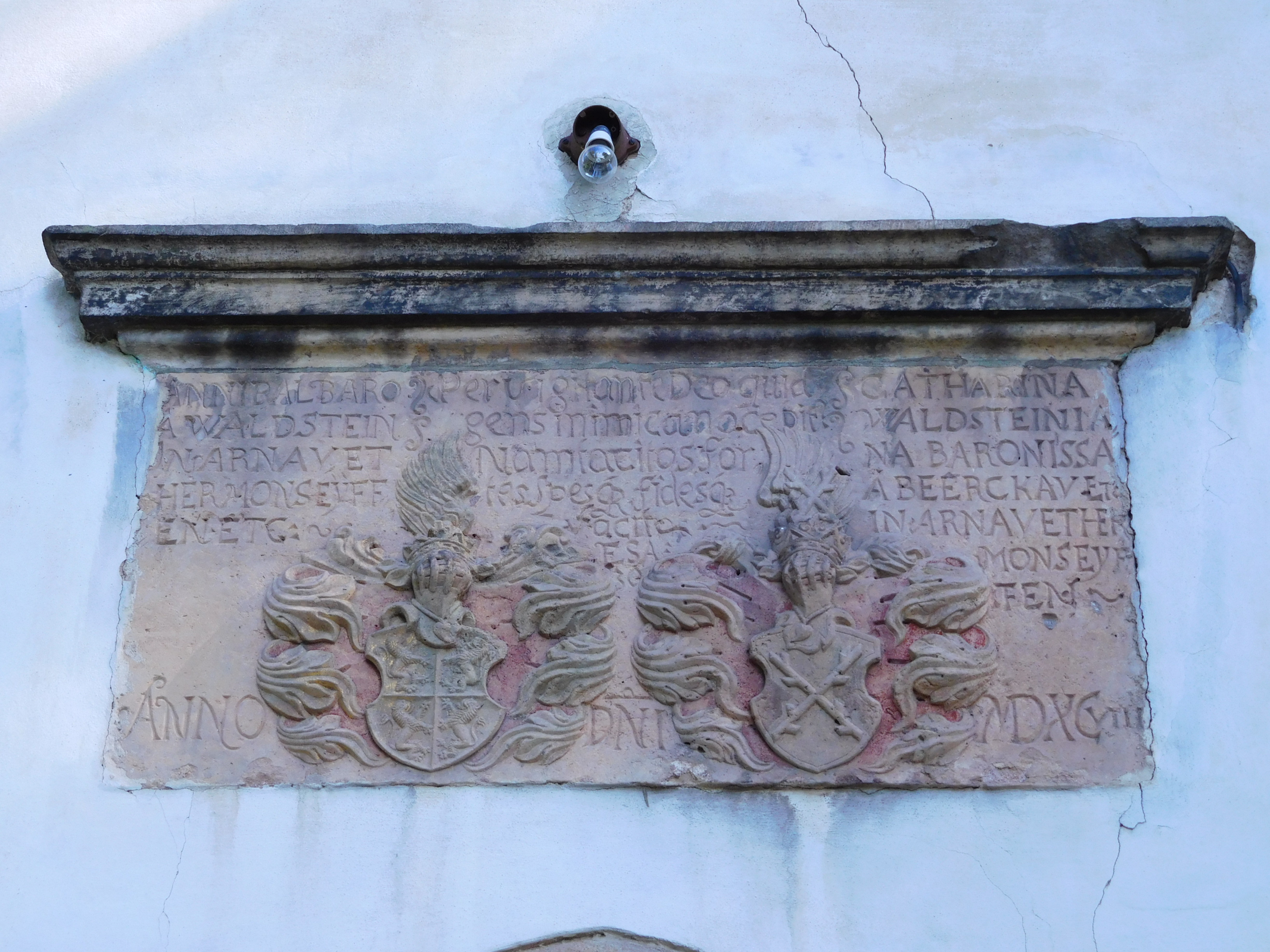
Kostel sv. Václava v Rudníku, reliéf s erby Hanibala z Valdštejna a jeho manželky Kateřiny Berkové z Dubé z roku 1598.

Hanibal z Vladštejna byl ženatý s Kateřinou Berkovou z Dubé a Lipé. Z jejich manželství se narodily děti
- Vilém, byl důstojníkem švédské armády, zemřel v Táboře, pravděpodobně v duelu
- Marie Magdalena

U příležitosti sňatku Hanibala z Kateřinou Berkovou byl vyražen měděný medailon (později též ve stříbře a mědi). Na líci je vyobrazen rodový erb Valdštejnů s nápisem: HANNYBAL Z WALDSSTEYNA NA HOSTIN(em). Na rubu je znázorněn rodový erb Berků a nápis: KATERZINA WALDSSTEYN(ova) Z DYBV A Z LIPEHO.